# Andreas Gottlob Rudelbach

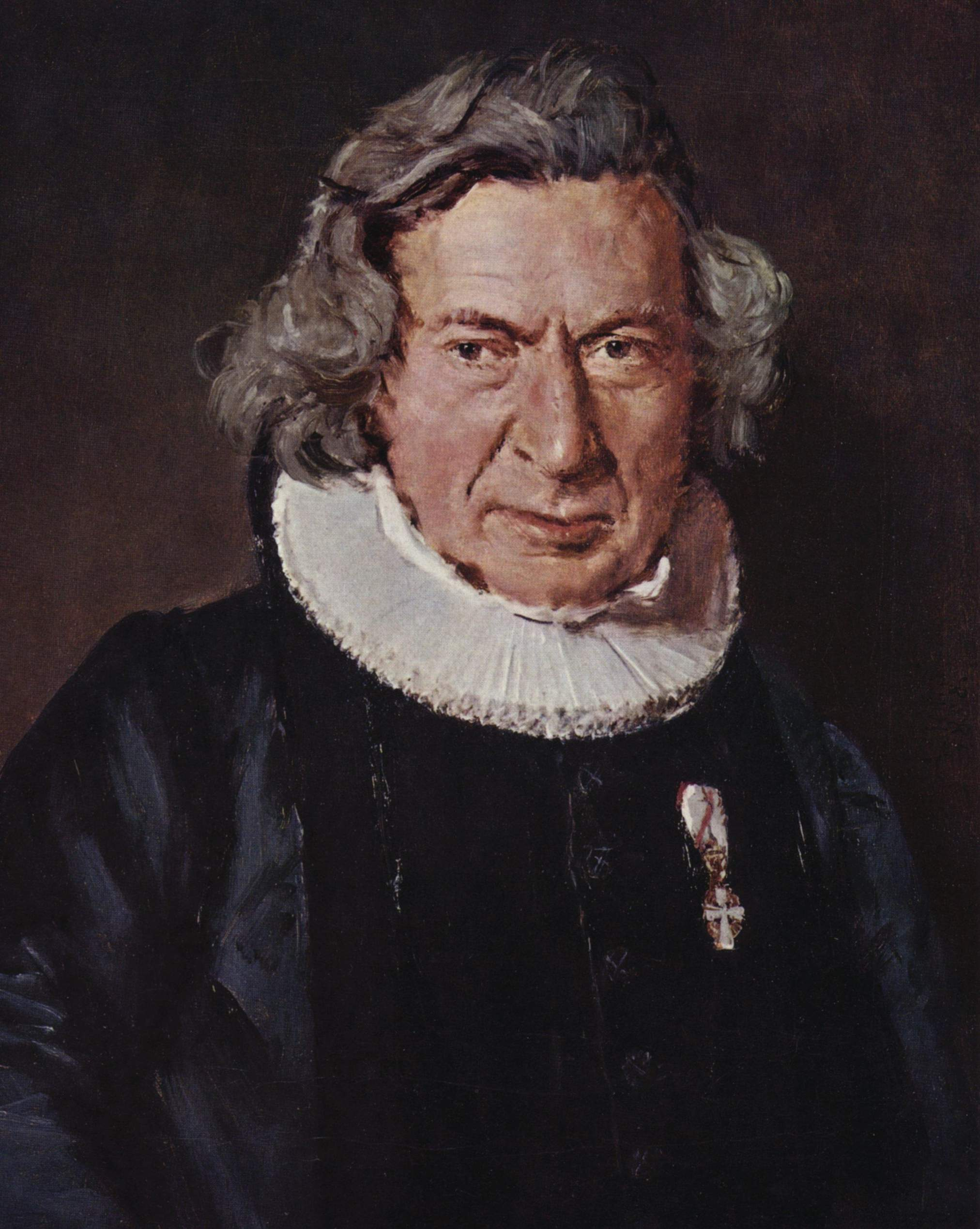
Dr. A. G. Rudelbach, Gemälde von Christian Albrecht Jensen (1858)

Andreas Gottlob Rudelbach (* 29. September 1792 in Kopenhagen; † 3. März 1862 in Slagelse) war ein deutsch-dänischer lutherischer Theologe. Er gilt als bedeutende Gestalt für die Formierung des Neuluthertums im 19. Jahrhundert.

## Leben
Als Sohn eines aus dem Kurfürstentum Sachsen eingewanderten Handwerkers in Kopenhagen aufgewachsen, besuchte Rudelbach die Metropolitanskolen und studierte klassische Sprachen und Evangelische Theologie an der Universität Kopenhagen. 1822 promovierte er zum Dr. phil. Die Dissertation über Prinzipien der Ethik lässt noch Einflüsse von Friedrich Schleiermacher erkennen. 1823 reiste er durch Deutschland, Frankreich und die Schweiz. Nach seiner Rückkehr geriet er unter den Einfluss von Nikolai Grundtvig. Gemeinsam gaben sie 1825–28 die Theologisk Maanedskrift heraus, um Neologie und Rationalismus in allen Richtungen und bedeutenden Erscheinungen wissenschaftlich zu bekämpfen. Zur Erneuerung des Luthertums in der Dänischen Kirche gab Rudelbach ferner eine dänische Übersetzung der Augsburgischen Konfession und der Apologie heraus. Durch seine Vorlesungen an der Universität wirkte er auch auf den jungen Hans Lassen Martensen.
Seit 1827 ein tätiger Mitarbeiter an der von Ernst Wilhelm Hengstenberg herausgegebenen Evangelischen Kirchenzeitung, empfahl Hengstenberg ihn 1829 als Superintendent und Konsistorialrat nach Glauchau in die zu Sachsen gehörende Schönburgischen Rezessherrschaften. Bei seiner Antrittspredigt in Dresden provozierte Rudelbach durch die Beschuldigung, dass das rationalistische Sachsen ein Land der lebendigen Toten sei. In den 16 Jahren seiner Wirksamkeit in Glauchau tat Rudelbach aber sehr viel, um in der Landeskirche Sachsens die Erweckungsbewegung und dann, in einem fließenden Übergang, den Neukonfessionalismus zu verankern. Dazu diente vor allem die 1831 gegründete „Muldenthaler Pastoralkonferenz“, die zu einer Keimzelle der Allgemeinen evangelisch-lutherischen Konferenz (1868) wurde, aus der sich 1947 der Lutherische Weltbund entwickelte. Seine bedeutendste Schrift Reformation, Lutherthum und Union (1839) war der Zurückweisung der altpreußischen Union gewidmet. Ab 1840 gab Rudelbach mit Ferdinand Guericke die Zeitschrift für die gesammte lutherische Theologie und Kirche heraus, zu der er bis zu seinem Tode viele Aufsätze und Rezensionen beisteuerte. 1841 ehrte die Universität Erlangen Rudelbach mit dem theologischen Ehrendoktorgrad.
Aus Protest gegen die vom Konsistorium geforderte Abschaffung des Apostolikums (vgl. hierzu sein Ueber die Bedeutung des apostolischen Symbolums, Leipzig 1844) bei der Konfirmation und gegen die Unterstützung der Deutschkatholiken legte Rudelbach 1845 sein Amt nieder und kehrte nach Kopenhagen zurück, wo er erneut Vorlesungen hielt. Es kam jedoch zum offenen Bruch mit Grundtvig, der sich inzwischen in eine liberalere Richtung weiter entwickelt hatte. In zahlreichen Schriften bekämpfte er nun Grundtvigs Kirchenreformprogramm. Eine von König Christian VIII. gewünschte feste Anstellung verhinderte die Theologische Fakultät unter Führung von Henrik Nicolai Clausen, den Rudelbach schon 1828 in einer Streitschrift angegriffen hatte. 1848 wurde Rudelbach Pfarrer in Slagelse. Als er sich in seinem Buch über die Zivilehe (Om det borgerlige Ægteskab, 1851) auf Søren Kierkegaard berief, reagierte dieser mit einer Zurückweisung jeglichen politischen Interesses.

## Schriften (Auswahl)
- De ethices principiis hucusque vulgo traditis (Diss. 1822)
- De Symbolis ac typis Scripturæ Sacræ dissertatio inauguralis (1824)
- Die Augsburgische Confession 1530 : historische Darstellung aus und nach den Quellen (1830) (Digitalisat)
- Das Wesen des Rationalismus und das Verhältniß desselben zur christlichen Kirche und zum christlichen Staate (1830) (Digitalisat (PDF) )
- Kampf mit der Welt und Friede in Christo: Eine Sammlung christlicher Predigten und Homilien (1830) (Digitalisat)
- Hieronymus Savonarola und seine Zeit (1835) (Digitalisat)
- Reformation, Lutherthum und Union (1839)
- Die Grundwerte der katholischen Kirchenlehre und Friedenspraxis: Streitschrift wider K. H. Sack in Bonn und F. C. Baur in Tübingen (1840)
- Historisch-kritische Einleitung in die Augsburgische Confession: nebst erneuerter Untersuchung der Verbindlichkeit der Symbole und der Verpflichtung auf dieselben (1841)
- Amtliches Gutachten über die Wiedereinführung der Katechismus Examina im Königreiche Sachsen (1841)
- Über die Bedeutung des apostolischen Symbolums und das Verhältniß desselben zur Confirmation (1844)
- Theologisches Gutachten über die Frage betreffend das Verhältnisz der Baptisten zur Kirche und zum Staate und die denselben zu gewährende Religionsfreiheit: zugleich ein Beitrag zur Kirchengeschichte (1846)
- Christelig biographie (1846–48; deutsch: Christliche Biographie: Lebensbeschreibungen der Zeugen der christlichen Kirche als Druckstücke zur Geschichte derselben, 1849–50).
- Den evangeliske Kirkeforfatnings Oprindelse og Princip, dens udartning og dens mulige Gjenreisning fornemmelig i Danmark (1849)
- Die Sacrament-Worte, oder, die wesentlichen Stücke der Taufe und des Abendmahls: historisch-kritisch dargestellt: nebst zwei theologischen Gutachten über die Sächsische Kirchen-Agende von 1812, und über das Perikopen-System (1851)
- Die Sache Schleswig-Holsteins, volksthümlich, historisch-politisch, staatsrechtlich und kirchlich erörtert: nebst einer Apologie der Lehre und Praxis der evangelisch-lutherischen Kirche hinsichtlich des Gehorsams gegen die Obrigkeit, des Eides und der Fürbitte für die weltlichen Fürsten (1851)
- Om det borgerlige ægteskab (1851)
- Om sognebaandet og om ordinationens væsen (1852)
- Kirkepostille over evangelierne (1853)
- Om begrebet folkekirke. En historisk-kirkelig betænkning, betræffende den danske, evangelisk-lutherske Kirkes fremtidige Stilling og Forhold til Staten (1854)
- Kirkefrihedens elementer i den danske statskirkelige ordning og lovgivning siden 1537 (1854)
- Om psalmeliteraturen og psalmebogssagen (1856)